# Pierre Manetti
Pierre Manetti (* 1993 in Bezons als Pierre Leguidcoq) ist ein französischer Jazzgitarrist, der sich stilistisch zwischen traditionellem Gypsy-Jazz und Spielweisen des Modern Jazz bewegt.

## Leben und Wirken
Pierre Manetti, jüngster Sohn des Musikers Romane, begann bereits früh, Gitarre zu spielen. 2009 gewann er mit seiner Band auf dem Festival des Puces de Saint Ouen den Prix Spécial als beste Nachwuchstalente. Zunächst stilistisch von Django Reinhardt beeinflusst, bezog er später in seine Musik Elemente des amerikanischen Jazz und der Orientalischen Musik ein. Gemeinsam mit Angelo Debarre, Boulou und Elios Ferré, Romane sowie Rocky Gresset trat er beim auf DVD dokumentierten Programm Django 100 im Théâtre des Champs-Élysées auf. Erste Aufnahmen machte er mit seinem Bruder Richard, der gleichfalls Gitarre spielt, auf dem Album Selmer 607, Vol.2 (2010). Er konzertierte in Pariser Jazzclubs wie dem Duc des Lombards oder dem New Morning ebenso wie mit Levis Adel-Reinhardt beim Festival Django Reinhardt in Samois-sur-Seine. Mit seinem eigenen Trio gastierte er bei Jazz à Vienne, mit seinem Quartett beim Moskauer Jazzfestival. Mit seinem Vater und seinem Bruder Richard veröffentlichte Manetti 2013 Guitar Family Connection.